# Joseph Srampickal
Joseph (Benny Matthew) Srampickal (ur. 30 maja 1967 w Poovarany) – indyjski duchowny syromalabarski, od 2016 biskup Wielkiej Brytanii.

## Życiorys
Święcenia prezbiteratu otrzymał 12 sierpnia 2000 i został inkardynowany do eparchii Palai. Był m.in. wykładowcą niższego seminarium, dyrektorem kolegium w Cherpumkal oraz sekretarzem biskupim. W latach 2013–2016 był wicerektorem kolegium De Propaganda Fide w Rzymie.
28 lipca 2016 papież Franciszek mianował go zwierzchnikiem nowo powstałej eparchii Wielkiej Brytanii. Chirotonii biskupiej udzielił mu 9 października 2016 kard. George Alencherry.